# Porlock
Porlock – wieś w Wielkiej Brytanii, w Anglii, w hrabstwie Somerset, w dystrykcie (unitary authority) Somerset. W roku 2002 zamieszkiwało ją 1438 mieszkańców.

## Położenie
Wieś położona jest w dystrykcie Somerset West and Taunton, nad Kanałem Bristolskim, 8 km na zachód od Minehead. Znajduje się na terenie parku narodowego Exmoor. Przez wieś prowadzi szlak turystyczny South West Coast Path. Nad wsią góruje strome wzgórze. W odległości dwóch mil od Porlock znajduje się Culbone Church, wybudowany w XII w., uznany za najmniejszy kościół w Anglii.

## Historia
Ślady osadnictwa we wsi sięgają epoki żelaza; z tych czasów pochodzi położone na wschód od wsi grodzisko Bury Castle. W Domesday Book z 1086 wieś była wzmiankowana jako Portloc.

## Wieś w kulturze
- Z wsią Porlock wiąże się historia powstania w 1797 jednego z najsłynniejszych wierszy w literaturze angielskiej - Kubla Chan Samuela Taylora Coleridge'a. Coleridge twierdził, że stworzył cały wiersz w pamięci podczas snu (w rzeczywistości mógł to być stan ekscytacji spowodowany opium), a kiedy po przebudzeniu zaczął go zapisywać, przeszkodziła mu w tym nieznana z imienia i nazwiska "osoba z Porlock", która miała do niego jakąś sprawę (a person on business from Porlock). W rezultacie wiersz (który ma 54 linijki) pozostał nieukończony[5]. Thomas de Quincey w swojej książce Wyznania angielskiego opiumisty przypuszczał, że osobą tą mógł być lekarz Coleridge'a, dr P. Aaron Potter, który regularnie dostarczał poecie laudanum; duża część literaturoznawców[6] uważa jednak, że opowieść ta została zmyślona przez Coleridge'a, który w ten sposób chciał usprawiedliwić własną niemoc twórczą - niemożność dokończenia rozpoczętego wiersza.
- Poeta William Wordsworth, który mieszkał w pobliżu, odbywał z Coleridge’em nocne spacery w okolice Porlock, co doprowadziło do powstania plotki, iż są szpiegami francuskimi (sprawa była wyjaśniana przez władze). W 2005 dla uczczenia obu poetów powstał szlak turystyczny Coleridge Way na wzgórzach Quantock Hills[7] prowadzący z Porlock do Nether Stowey.
- Poeta Robert Southey napisał wiersz Porlock w oparciu o przygody romantycznych poetów. Za publikację tego wiersza, utrzymanego w formie sonetu, w gazecie Morning Post otrzymał zapłatę jednej gwinei[8].
- Według miejscowych legend w okolicach Porlock i Lynton Jezus Chrystus wyruszył na wyprawę z Józefem z Arymatei. Ślady tej legendy można odnaleźć w wierszu Jerusalem.
- W Lolicie Władimira Nabokova jedna z postaci melduje się w hotelu pod pseudonimem A. Person, Porlock, England.